# دروژینیچه
دروژینیچه (به صربی: Družiniće) یک منطقهٔ مسکونی در صربستان است که در سینیتسا واقع شده‌است. دروژینیچه ۱۹ نفر جمعیت دارد.